# Chiropraxie
Chiropraxie, chiropraxis of chiropractie (van Oudgrieks cheír (χείρ), 'hand', en praxis (πραξις), 'handeling') is een alternatieve geneeswijze voor de diagnose, behandeling en preventie van aandoeningen van het bewegingsapparaat, voornamelijk de stoornissen die betrekking hebben op de wervelkolom, gebaseerd op de overtuiging dat de algehele gezondheid hierdoor beïnvloed wordt. De erkenning van het beroep chiropractor verschilt per land. In België, Engeland, Zwitserland en de Scandinavische landen wordt dit erkend als zorgverlener in de eerstelijnszorg met een onafhankelijke behandelingsbevoegdheid zoals die van een arts of tandarts. In Nederland is chiropraxie een vrij beroep, dat valt onder de noemer "alternatieve of complementaire geneeskunde" en niet officieel door de overheid gereguleerd en erkend wordt.
Er zijn verschillende klinische studies naar behandelwijzes binnen de chiropraxie verricht, met wisselende resultaten. Vergelijkende studies hebben geen bewijs gevonden dat chiropractische behandelwijzes effectief zijn, behalve wellicht voor bepaalde vormen van rugpijn. Onderzoek heeft verder laten zien dat het manipuleren van de wervelkolom geen effectieve behandeling vormt. Het is wellicht kosten-effectief voor chronische pijnen in de lage rug, maar de resultaten voor acute rugpijn zijn onvoldoende. De effectiviteit en kosten-effectiviteit van preventieve chiropractische behandelingen zijn onbekend. Tevens is er onvoldoende informatie om de veiligheid van chiropractische behandelingen vast te stellen. De behandelingen worden geassocieerd met bijwerkingen, die kunnen leiden tot zeer ernstige complicaties of zelfs het overlijden van de patient. Omdat er geen wetenschappelijk bewijs is voor chiropraxie, is er sprake van een pseudowetenschap.

## Behandelmethode
Volgens de chiropraxie bestuurt het zenuwstelsel alle processen binnen het lichaam. Aangenomen wordt dat, wanneer er binnen deze processen iets fout gaat, de oorzaak hiervoor vaak terug te vinden is in het zenuwstelsel. Deze abnormaliteiten kunnen zowel mechanisch (spier- en gewrichtspijn) als systemisch zijn (bijvoorbeeld spijsverteringsproblemen, astma, en gezichts- en gehooraandoeningen). Chiropractors behandelen gewrichten overal in het lichaam om mechanische problemen aan te pakken. Wanneer er sprake is van neurologische betrekking (bijvoorbeeld tintelingen in de vingers, scherpe pijnscheuten langs de achterkant van het been, enzovoort) wordt de behandeling vooral gericht op de wervelkolom. Behandelmethoden binnen de chiropraxie hebben vooral betrekking op de manipulatie van gewrichten, rehabilitatie advies door versterkende lichamelijke oefeningen (zoals in de fysiotherapie), en daarnaast advies over de algemene gezondheid (bijvoorbeeld voedingsadvies en mentale ondersteuning).

## Holisme
Anders dan de gewone manuele therapie is chiropraxie een holistische manuele therapie. Holistische therapieën richten zich op de mens in zijn totaliteit en niet zozeer op een afzonderlijke aandoening (het Griekse 'holos' betekent 'geheel'). Chiropraxie is erop gericht de gehele gezondheid van de mens te bevorderen, te herstellen en te ondersteunen door opheffing van de disfuncties (subluxaties) van het zenuwstelsel. Dit doet men via gedoseerde mechanische impulsen. In de chiropraxie ligt de nadruk op de manuele handeling, inclusief correcties van de ruggenwervels in de wervelkolom. De chiropraxie stelt dat door zo'n behandeling aan de wervelkolom, deze zijn normale functie terugkrijgt en bepaalde aandoeningen op deze manier kunnen worden bestreden. Een kenmerk vanaf het ontstaan van de chiropraxie is dat het geen gebruik maakt van medicijnen, operatieve ingrepen en/of bestraling. De grondlegger van de chiropraxie heeft deze zaken bewust niet willen gebruiken.

## Geschiedenis

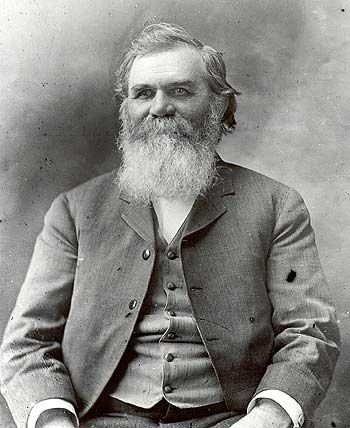
Daniel David Palmer, bedenker van het idee achter chiropraxie dat ziekte veroorzaakt wordt door afwijkingen in de ruggengraat

In de geschiedenis vindt men bij vele volken behandelingswijzen die betrekking hebben op de wervelkolom. Door veranderde inzichten binnen de neurologie in de tweede helft van de 19e eeuw ontstond bij artsen meer belangstelling voor de resultaten van deze manuele handelingen. In de Verenigde Staten werden deze therapieën aanvankelijk vooral buiten de reguliere geneeskunde toegepast. Op deze wijze kon de chiropraxie ontstaan. Het beroep van chiropractor ontstond in 1892 in de Verenigde Staten. Tegenwoordig vormen chiropractors in de VS de grootste groep binnen de alternatieve geneeskunde en het is in termen van het aantal beoefenaars het grootste medisch beroep na arts en tandarts.
De grondlegger van de chiropraxie is de in Canada geboren Daniel David Palmer (1844-1913). Zijn theorie is gebaseerd op die van Hippocrates, de 'Vader van de geneeskunde', die stelde dat de oorzaak van ziekten in de wervelkolom gezocht kan worden. De wervelkolom beschermt het ruggenmerg, dat samen met de hersenen het centrale zenuwstelsel vormt. Indien zich in de wervelkolom functiestoornissen voordoen, dan ontstaan er, zo stelde Palmer, ook storingen in de doorstroming van de zenuwimpulsen door het ruggenmerg en de daaruit aftakkende zenuwen. Door deze functiestoornissen in de wervelkolom op te heffen, zouden zenuwimpulsen onbelemmerd hun doel kunnen bereiken, waardoor organen en weefsels beter kunnen functioneren. Palmer bracht deze overtuiging in praktijk en stelde zijn filosofie en geneeswijze in 1895 op schrift. In 1897 richtte hij in Iowa de 'Palmer school of chiropractic' op. Het idee dat ziekte veroorzaakt wordt door een afwijking aan de ruggengraat is in strijd met de algemeen aanvaarde kiemtheorie.
Leerlingen van D.D. Palmer stichtten vervolgens hun eigen scholen. Palmers zoon, B.J. Palmer, stichtte na de dood van zijn vader in Davenport (Iowa) ook een eigen school onder de naam "Palmer College". Palmer seniors dood is officieel het gevolg van buiktyfus. Dat hij enige tijd voor zijn dood overreden werd door zijn zoon heeft hier echter ook sterk aan bijgedragen.
De basisfilosofie van deze school was dat alleen manuele behandeling van de wervelkolom, zonder aanwending van andere therapievormen, afdoende was voor de behandeling van de patiënten. Zo ontstonden de "straights" en de "mixers", die ook nog andere therapievormen gebruikten. Palmer junior verenigde de "straights" in de in 1930 opgerichte International Chiropractors Association (ICA). De "mixers" verenigden zich in de grotere American Chiropractic Assoiation (ACA). De "mixers" gaven naast de therapie ook voedingsadviezen, fysiotherapeutische instructies zoals oefeningen en massage.

### Legalisering
Omstreeks het begin van de 20e eeuw werd in de VS bij wet vastgelegd dat iedereen die beweerde dat hij de geneeskunde beoefende, in het bezit moest zijn van een artsendiploma. In 1906 werd D.D. Palmer veroordeeld vanwege het onwettig uitoefenen van geneeskunde. Als gevolg hiervan is chiropraxie zich meer gaan richten op de wettelijke erkenning van het vak als een medisch specialisme. De eerste legalisering kwam tot stand in 1913 in Kansas. In 1920 was de chiropraxie in 24 van de 48 Amerikaanse staten juridisch erkend. Tientallen Colleges of Chiropractic gaven op dat moment al onderwijs in chiropraxie. Daarna ontwikkelde de opleiding chiropraxie zich tot een volledige opleiding met 15 Colleges of Chiropractic, die vanaf 1974 onder controle van het Amerikaanse ministerie van Onderwijs vallen.

### Separate, but equal
In 1974 gaf Louisiana als laatste staat in de Verenigde Staten aan chiropractors de wettelijke bevoegdheid om hun beroep vrij uit te oefenen. In de Verenigde Staten houdt deze formele juridische erkenning in, dat chiropractors als eerstelijns gezondheidswerkers zonder verwijzingen door een arts zelfstandig patiënten kunnen behandelen. Bij het streven naar deze professionele erkenning in Noord-Amerika heeft de chiropraxie zich ten opzichte van de medische professie altijd duidelijk opgesteld: "separate, but equal". Hiermee werd een aantal andere opties voor integratie in de gezondheidszorg verworpen:
- Alleen behandelen op verwijzing van of onder supervisie van een arts,
- Aanvaarden van een beperkte bevoegdheid, om bijvoorbeeld alleen aandoeningen van het bewegingsapparaat te behandelen (een positie zoals in Nederland de tandarts of psycholoog heeft),
- Opname in de medische professie[19] (zoals gebeurd is met de osteopaten in de Verenigde Staten).

Ook werd in 1974 door het Amerikaanse ministerie van Onderwijs aan de American Chiropractic Association de bevoegdheid gegeven om de colleges voor chiropraxie officieel te erkennen en vervolgens de kwaliteit van de opleiding te controleren. De Council on Chiropractic Education (CCE) werd het toezichthoudende orgaan. In 1991 waren er 15 erkende colleges in de Verenigde Staten.
Vanaf 1974 wordt in de Verenigde Staten de behandeling door een chiropractor ook door Medicaid en Medicare (verzekeringsvormen van de overheid) vergoed. Tevens vergoeden momenteel in de Verenigde Staten bijna alle andere verzekeringen en "Workers’ Compensation" (ziektewet)-instanties. In de Verenigde Staten waren in 1990 meer dan 45.000 chiropractors werkzaam, wat neerkomt op 1 chiropractor per 5.500 inwoners.
De chiropraxie heeft in de VS eigen scholen (Colleges of Chiropractic genoemd), die echter buiten het staatsonderwijs vallen. Buiten de VS zijn gelijksoortige opleidingen gesticht. Ze hebben ook eigen tuchtraden, maar geen onafhankelijk extern toezicht op hun praktijk.
Er zijn wereldwijd enkele chiropraxieopleidingen die onder een universiteit vallen of gelieerd zijn aan een universiteit: in het Verenigd Koninkrijk zijn dat het AECC Chiropractic College in Bournemouth en de University of Glamorgan in Cardiff. In Denemarken de Syddansk Universitet; in Canada de Université du Québec à Trois-Rivières; in Zuid-Afrika de University of Johannesburg; en in Australië de RMIT University te Melbourne en de Macquarie University te Sydney.

## Verspreiding van de chiropraxie
Anno 2005 is chiropraxie een van de meest toegepaste vorm van manuele therapie die in zo'n 40 nationale jurisdicties wettelijk gereguleerd wordt. Anno 1997 kende een deel van de lidstaten van de Europese Unie een bepaalde vorm van wettelijke erkenning van chiropraxie. In de VS, Canada, Australië en Nieuw-Zeeland is chiropraxie een bij wet erkend beroep. De chiropractor heeft daar de status van een zorgverlener in de eerstelijnszorg en heeft een onafhankelijke behandelingsbevoegdheid zoals die van een arts of tandarts. Het is een bewuste keuze van de beroepsgroep om niet met andere typen gezondheidszorg te integreren. Deze keuze geeft spanningen met de andere eerstelijns beroepsgroepen. In Nederland is de chiropraxie tot op heden niet op deze wijze door de overheid erkend of gereguleerd.
De wereld
De Wereldgezondheidsorganisatie publiceerde in 2005 richtlijnen betreffende de inhoud van de basisopleiding chiropraxie en veiligheidsvoorschriften voor de praktijk.
Europa
In 1932 hebben Engelse, Zwitserse en Belgische chiropractorsverenigingen, de Europese Vereniging van Chiropractors, The European Chiropractors' Union opgericht. In 2007 zijn er verenigingen uit 18 Europese landen aangesloten. In Engeland bevindt zich de eerste Europese chiropractoropleiding van Europa.
De Europese Unie
In het Europees Parlement heerste er begin jaren negentig onvrede over het feit dat een gezondheidspracticus die in één land officieel erkend werd, in een ander land van de Europese Gemeenschap aangeklaagd kon worden voor het onwettig uitoefenen van geneeskunde. Een en ander zou in strijd zijn met het Verdrag van Rome. Het Parlement verzocht een Europese Commissie om een grondig onderzoek, om zo te komen tot een "Regeling van de Alternatieve Geneeswijzen". Dit verzoek resulteerde in 1997 in een onderzoek naar de status en werkzaamheid van de niet-conventionele geneeskunde. Hiervoor heeft de Europese Commissie in 1997 het COST B4-programma (European Cooperation in the field of Science and Technology) opgezet. Chiropraxie was een van de niet-conventionele geneeswijzen die hierbij werd onderzocht. In het COST B4-eindrapport uit 1998 werden allerlei bevindingen omtrent de resultaten van dergelijke geneeswijzen op een rij gezet, zonder dat daaruit een duidelijke conclusie kon worden getrokken omtrent de werkzaamheid van deze geneeswijzen. Ook voor chiropraxie kon geen eenduidige uitspraak omtrent de werkzaamheid van de diverse behandelingen worden getrokken. Sindsdien is weinig meer van het rapport of het programma vernomen en het lijkt vooralsnog geen praktische implicaties te hebben gehad.

## Risico’s en controverse
Rond 2007 wakkerde het debat over de efficiëntie en de risico's van een chiropractische behandeling aan. Naar aanleiding van een aantal doden en rechtszaken in de Verenigde Staten en Canada (Canadian Stroke Consortium) werden in die tijd verscheidene onderzoeken verricht naar de risico's die chiropraxie kan inhouden. Omdat de slagaders in de nek die de hersenen voeden zo nauw aan de nekwervels verbonden zijn, is de grootste omzichtigheid geboden als de nek gemanipuleerd wordt.
Er is veel verschil van mening over de risico’s van manipulatieve behandeling door een chiropractor. Sceptici halen artikelen aan, waaronder:
- Kuitwaard, K., Flach, H.Z. en Kooten, F. van; Dubbelzijdige A.-vertebralisdissectie tijdens chiropraxiebehandeling; Ned. Tijdschr. Geneeskd. 2008; 152; 2464-9. Beschrijving van een patiënt die tijdens een chiropraxiebehandeling van de nek een dubbelzijdige dissectie kreeg van de arteria vertebralis, met grote herseninfarcten als gevolg, hoewel hij daar geen verhoogd risico op liep. De auteurs stellen in hun bespreking, dat het verband tussen de manuele therapie enerzijds en het ontstaan van herseninfarcten anderzijds dikwijls over het hoofd wordt gezien, en dat de kans op ernstige complicaties groter is dan wordt gedacht (1,3 op 100.000 tegen de 1:1.585.000 die Canadese chiropractors noemen.[24]
- Reuter, U., Hamling, M., Kavuk, I. et al.; Vertebral artery dissections after chiropractic neck manipulation in Germany over three years; Journal of Neurology; Volume 253, Number 6; June 2006.[25] Deze retrospectieve (terugkijkende) studie beschrijft 36 patiënten die een beroerte hebben gehad na een nekmanipulatie. De helft van deze patiënten in deze Duitse studie is behandeld door een orthopaed, die chirotherapietechnieken toepaste.
- Smith, W.S. et al.; Spinal manipulative therapy is an independent risk factor for vertebral artery dissection. Neurology 60: 1424-1428, 2003.[26] Case-controle studie die concludeert dat nekmanipulatie een onafhankelijke factor is in het veroorzaken van een dissectie (scheuren van een slagader).
- Rothwell, D.M., Bondy, S.J., Williams, S.J.; Chiropractic manipulation and stroke: a population-based case-control study. Stroke. 2001; 32: 1054-1060.[27] De kans dat iemand met een beroerte een nekmanipulatie heeft gehad was 5 keer zo groot in deze studie. De auteurs geven verder aan dat het zeldzaam is op het grote aantal mensen dat behandeld wordt.

En artikelen van Edzard Ernst. Deze laatste zijn moeilijk te kwalificeren, omdat er veel systematische reviews zijn, waar veel kritiek op komt over de kwaliteit en het gebrek aan authenticiteit.
Daartegenover staat een aantal studies dat de risico's van chiropractische behandelingen als gering tot zeer gering kwalificeert:
- Thiel, H.W., Bolton, J.E., Docherty, S., Portlock, J.C.; Safety of chiropractic manipulation of the cervical spine: a prospective national survey. Spine. 2007 Oct 1; 32 (21): pp. 2375-2378.[43] Lichte bijwerkingen kwamen vaak voor, maar het risico op serieuze bijwerkingen binnen 7 dagen na de behandeling was laag tot zeer laag.
- Rubinstein, S.M., Leboeuf-Yde, C., Knol, D.L., Koekkoek , T.E. de, Pfeifle, C.E., Tulder M.W. van; The benefits outweigh the risks for patients undergoing chiropractic care for neck pain: a prospective, multicenter, cohort study. J Manipulative Physiol Ther. 2007 Jul-Aug; 30 (6): pp. 408-18.[44] Volgens deze overzichtsstudie kwamen bijwerkingen van een chiropractische behandeling (met name pijn, moeheid, duizeligheid of misselijkheid, of tinnitus) regelmatig voor, maar deze waren zelden ernstig.
- Rubinstein, S.M., Peerdeman, S.M., Tulder, M.W. van, Riphagen, I., Haldeman, S.; A systematic review of the risk factors for cervical artery dissection. Stroke. 2005 Jul; 36 (7): pp. 1575-1580. Epub 2005 Jun 2.[45] Cervicale-arteriedissectie is een multifactoriële aandoening. Factoren die geassocieerd zijn met deze aandoening zijn: doorsnede van de wortel van de aorta (>34mm), migraine, relatieve verandering van de diameter tijdens de hartcyclus van de arteria carotis en triviale trauma.
- Haldeman, S., Carey, P., Townsend, M., Papadopoulos, C.; Clinical perceptions of the risk of vertebral artery dissection after cervical manipulation: the effect of referral bias. Spine J. 2002 Sep-Oct; 2 (5): pp. 334-342.[46] Er is een verschil in ervaring met en de perceptie van het risico na nekmanipulatie tussen chiropractors en neurologen. Deze selectie bias of doorverwijs-bias (bias is een wetenschappelijke term voor vertekening) is belangrijk in het creëren van klinische opinies van verschillende disciplines en verdraait de discussie over de echte incidentie van deze complicaties van nekmanipulatie.
- Wenban, A.B.; Inappropriate use of the title 'chiropractor' and term 'chiropractic manipulation' in the peer-reviewed biomedical literature. Chiropractic & Osteopathy. 2006 Aug 22; pp. 14:16.[47][48]
- Een studie van Cassidy et al (een vervolg op de bovengenoemde Rothwell-studie) geeft aan dat het risico van een beroerte na een bezoek aan de chiropractor ook vergeleken kan worden met een bezoek aan de huisarts. Beide zijn geassocieerd met een verhoogd risico op beroerte wat dan zou betekenen dat de behandeling door de chiropractor geen verhoogd risico met zich meebrengt.[49]

Bijwerkingen na chiropractische behandelingen komen voor, zelfs als placebo-effect, zoals blijkt uit recent onderzoek.

#### Kinderen
Rustige manuele behandeling van de ruggengraat bij kinderen lijkt veilig, maar de effectiviteit kon niet worden aangetoond. Van ruwere (HVLA) behandeling is aangetoond dat deze kan leiden tot serieuze schade, vooral als er onvoldoende onderzoek is gedaan naar de medische condities.